# Xian de Lai'an
Le xian de Lai'an (来安县 ; pinyin : Lái'ān Xiàn) est un district administratif de la province de l'Anhui en Chine. Il est placé sous la juridiction de la ville-préfecture de Chuzhou.

## Démographie
La population du district était de 476 340 habitants en 1999.